# Valley Girls
Valley Girls es una propuesta de spin-off de la serie Gossip Girl creada por Josh Schwartz y Stephanie Savage. La serie se centra en la vida adolescente de Lily van der Woodsen y su hermana Carol Rhodes. El episodio piloto se estrenó como un episodio de la segunda temporada de Gossip Girl.
Después de muchas especulaciones sobre el estado de la serie, The CW publicó su calendario de programación para la temporada 2009-10, en el que no aparecía Valley Girls. Sin embargo, el 21 de mayo de 2009, Dawn Ostroff afirmó en una revista que están considerando programarla en la mid-season.

## Desarrollo
- Hubo rumores de que se haría un spin-off sobre los libros de The It Girl y que su personaje principal sería Jenny Humphrey o Georgina Sparks. Sin embargo, nunca nada fue confirmado. Entonces, los productores anunciaron que en un futuro harían un spin-off y que su personaje principal sería la querida madre de Serena, Lily van der Woodsen. Tratará sobre la vida de Lily antes de tener a Serena y sobre su vida salvaje.

- La serie fue confirmada por la cadena The CW, el 14 de enero de 2009 y que su piloto sería un episodio de la serie Gossip Girl que saldrá al aire el 11 de mayo de 2009, y más tarde se ordenaron 9 episodios más.

- Hubo rumores de que la serie se llamaría Lily, pero Josh Schwartz lo negó diciendo que ese no sería el nombre.

## Argumento
El espectáculo se centrará en la vida de Lily van der Woodsen (Rhodes en esta serie) con su hermana Carol Rhodes. Su vida será en Los Ángeles en la década de los 80. El personaje de Rufus Humphrey aparecerá si solo la serie tiene éxito y si se lográ realizar más temporadas. Si se ordenan más episodios, Josh quiere incluir personajes de su otra serie, The O.C, en donde aparecería Kristen Cohen (Nicols en esta serie) y Jimmy Cooper también jóvenes.

## Reparto
- Brittany Snow como Lily Rhodes.
- Krysten Ritter como Carol Rhodes, la hermana de Lily.
- Shiloh Fernandez como Owen Campos, un posible interés amoroso de Lily.
- Andrew McCarthy como Rick Rhodes, padre de Lily.
- Ryan Hansen como Shep, amigo de Owen.
- Cynthia Watros como CeCe, madre de Lily.
- Matt Barr como Keith van der Woodsen, hermano del futuro marido de Lily.